# .ar
.ar este un domeniu de internet de nivel superior, pentru Argentina (ccTLD).